# ナツミカン
ナツミカン（夏蜜柑・盧橘、学名：Citrus natsudaidai）は、日本の柑橘類の一種。別名でナツダイダイ（夏代々）、ナツカン（夏柑）ともよばれる。ザボン（ブンタン）系の雑種から生じたとされ、一部の学説ではザボン×ポンカン×不明種の雑種ともいわれている。

## 名称
標準植物和名はナツミカンで、実った果実が冬を越して翌年の夏が食べ頃になることから、ナツダイダイ（夏代々）、ナツカン（夏柑）の別名がある。学名は、シトラス・ナツダイダイ（Citrus natsudaidai）という。
ナツダイダイの果実は、明治期に上方方面へ出荷する事となった際に、大阪の仲買商人から、名称を「夏蜜柑」に変更するよう言われ、それ以来商品名として命名された「夏蜜柑」の名前で広く知れ渡ったのが真相である。なお、「だいだい（漢字表記の場合は代々）」という名称には、維新後の四民平等のあおりを受けて生活に困窮した萩の士族達が末永く代々続くようにとの願いも込められていた。一方、大阪はじめ関西地方では、中風のことをヨヨと呼んでおり、「代々」が「ヨヨ」と読めることから、夏に「夏代々」を食すと「中風になる」という、誤った俗説が流れ、夏蜜柑の売上が下がったため、大阪商人は改名を勧めたという。

## 特徴
暖地に植栽される常緑低木で、高さは3 - 5メートルになる。葉は楕円形で先端は細く丸みがあり、葉身は厚い。葉脈は隆起して目立ち、葉縁には細かい鋸歯がある。葉柄には幅の狭い翼がついている。
花期は初夏（5月ころ）。葉腋から良い芳香がある5弁の白い花を咲かせる。秋には偏球形の果実をつける。果実ははじめは緑色で晩秋に黄色に色付くが、春先までは酸味が強く食用には向かない。そのまま冬を越して、翌年の4 - 6月ころに熟して食べ頃を迎える。

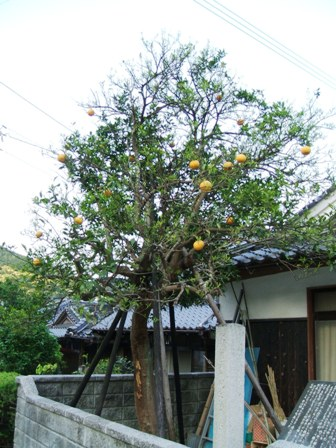
ナツダイダイ原樹（山口県長門市仙崎大日比）
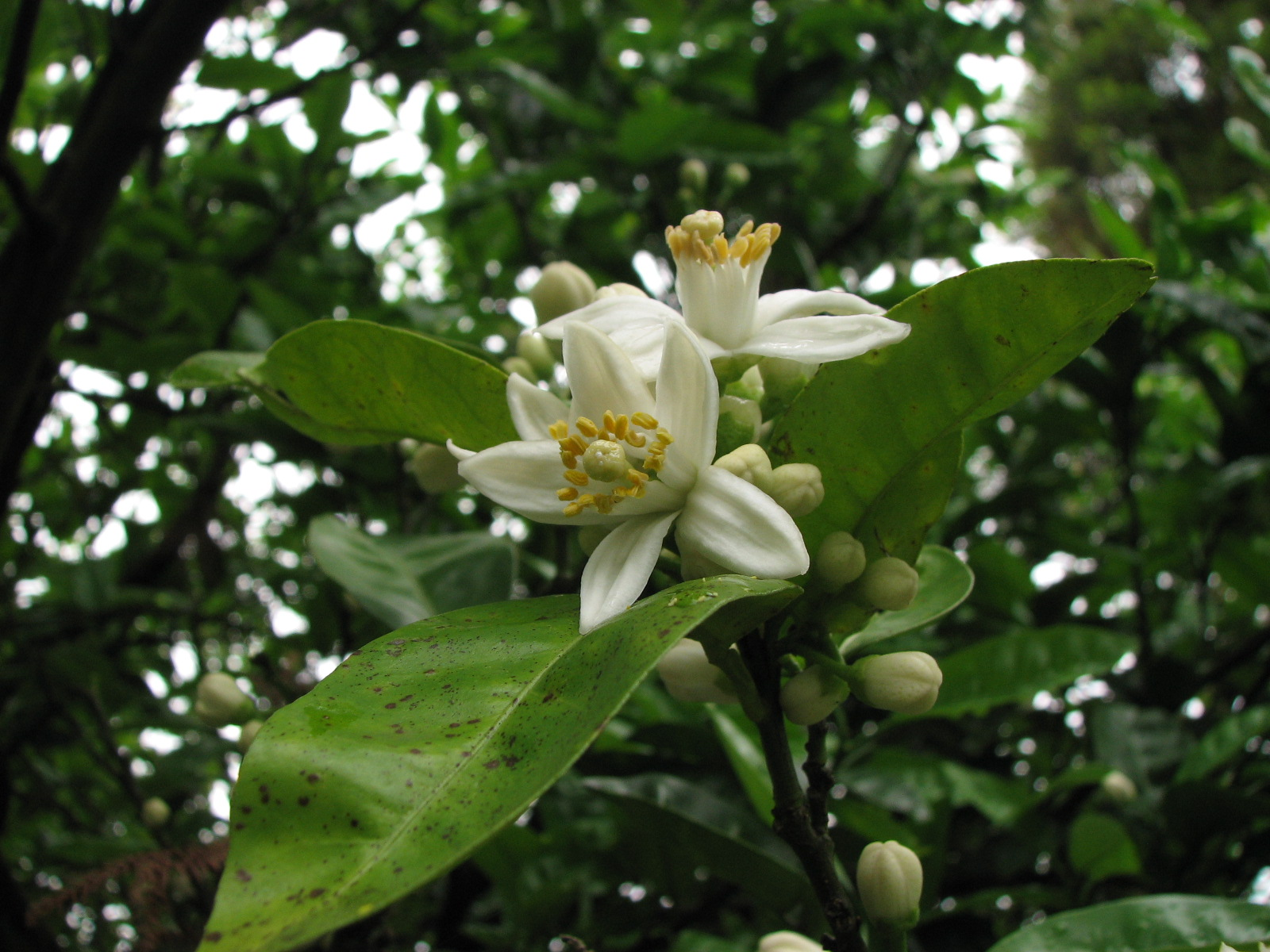
ナツダイダイの花と葉（黒点病）
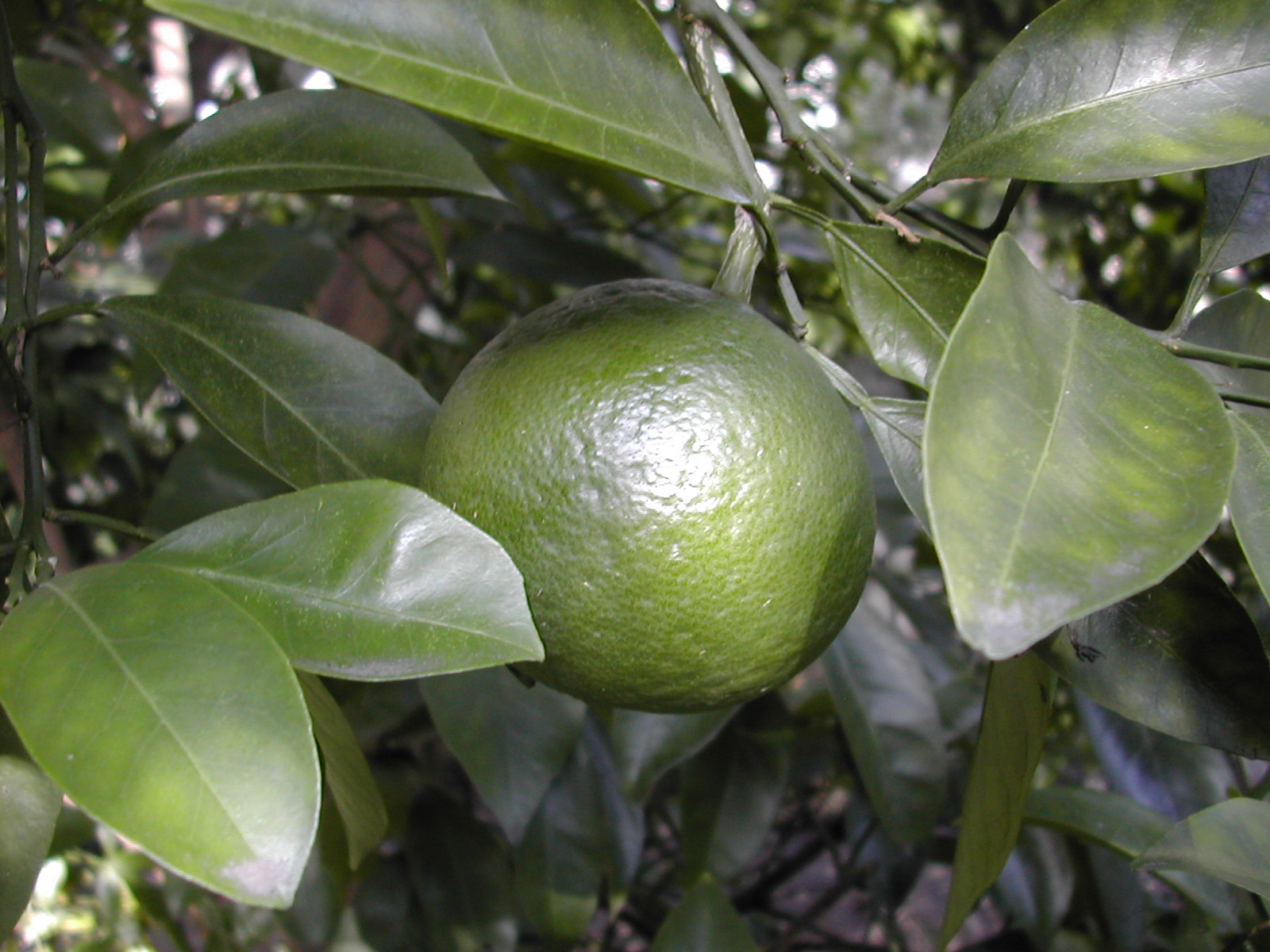
ナツダイダイの若い果実
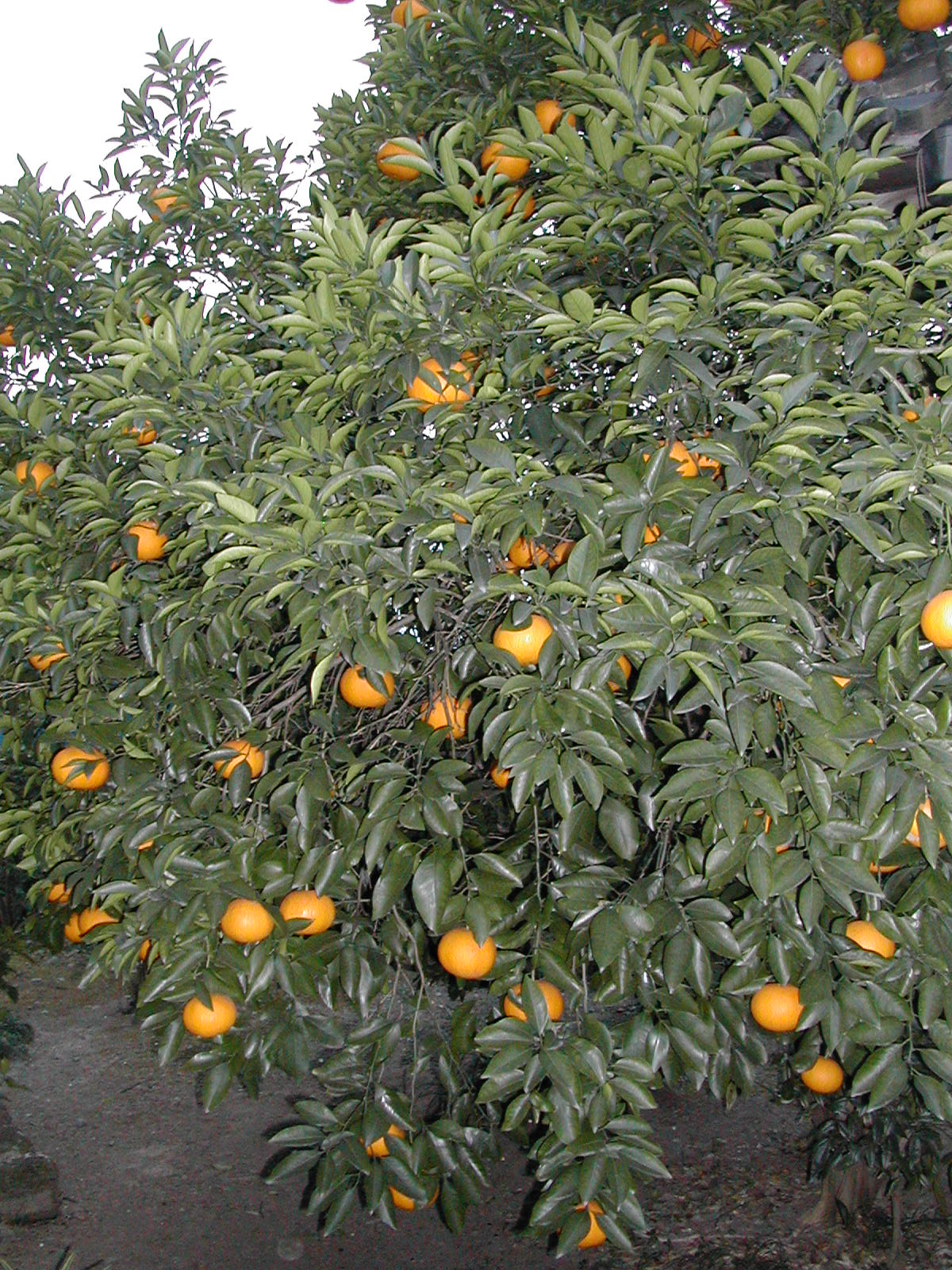
ナツダイダイの果樹

## 歴史
江戸時代中期、黒潮に乗って南方から、山口県長門市仙崎大日比（青海島）の海岸に漂着した文旦系の柑橘の種を地元に住む西本於長が播き育てたのが起源とされる。この原木は現存（ただし原木部分は根のみで、上部は接ぎ木されたもの）し、史跡及び天然記念物に指定されている。晩秋に果実が実っても酸味が強く、長らく生食には供されなかったが、その翌年の初夏になると酸味が減じることが分かり、明治以降、夏に味わえる貴重な柑橘類として価値が認められ広く栽培されるようになった。
山口県、特に萩市で多く栽培されている。明治期には萩藩において、職を失った武士への救済措置としてナツダイダイの栽培が奨励されており、当時植えられたナツダイダイの木が今も萩市内に多く残る。山口県のガードレールの多くが黄色いのは1963年の山口国体の際に名産の夏蜜柑の色に由来して塗り替えられたためである。
1926年の初夏に萩市に行啓した、摂政宮裕仁親王（後の昭和天皇）はナツダイダイのあまりの香りの良さに「この町には香水がまいてあるのか」と発言したとの記録がある。この香りは2001年、環境省による「かおり風景100選」に選出された。
昭和初期に大分でナツダイダイの枝変わりのカワノナツダイダイ（甘夏蜜柑）が発見され、昭和40年代から山口県以外の地域でナツダイダイからカワノナツダイダイへの栽培切り替えが進んでいる。現在「夏蜜柑」と言えば、カワノナツダイダイを指す事が多い。

## 栽培
園芸種で自然分布はなく、日本の関東地方から沖縄までの範囲が植栽可能地とされる。ナツミカンなどの柑橘類は、寒い風が当たらない日当たり良い場所に植えて育てる。植栽適期は、4月下旬 - 6月とされる。柑橘としては寒さに強いほうで、冬の東京でも実がなる。果実を食用にすることを目的にしなければ、施肥などの細かな手入れは必要としなくても生育する。

## 用途
食用に用いられる。完熟果は、そのまま生食で食される場合も多いが、ジュースやマーマレードなどの材料としての用途も多い。柑橘類としては皮が厚く、外皮をそのまま生かした砂糖漬け（丸漬け）やゼリーなどが各地の特産品となっている。
甘夏（カワノナツダイダイ）の系統は、酸度が約1.5%と普通のナツミカンに比べて酸度が1 - 2%低くて、糖分は同程度、外観でナツミカンとの判別は困難である。日本の生産量では、甘夏がほとんどを占め、柑橘類の中では生産量の上位を占める。大部分は生食用であるが、一部は果汁にされ、ウンシュウミカン果汁の風味改善に利用されている。
果肉は、クエン酸、酒石酸などの有機酸と、ビタミンC、ビタミンB群などが含まれている。これらの成分がとても強い酸味を示し、健胃作用や発汗解熱作用の働きがある。果皮には精油成分が含まれていて、果皮を陰干ししたものを夏皮（なつかわ）と称して、苦味性・芳香性がある健胃薬や香料の製造原料にする。早落ちした未熟果は、クエン酸の製造原料として利用される。
果肉を食べた後の果皮をそのまま陰干しして保存し、布袋などに入れて浴湯料として風呂に入れると、軽く肌を刺激して血行を改善して温まり、腰痛、神経痛、肩こり、リウマチに効果的で湯冷め防止になるといわれている。